# Serie A 1952-1953 (rugby a 15)
La serie A 1952-53 fu il 23º campionato nazionale italiano di rugby a 15 di prima divisione.
Si tenne dal 26 ottobre 1952 al 12 aprile 1953 tra 10 squadre a girone unico, vide la terza vittoria consecutiva del Rovigo.
In tale torneo debuttò in massima serie il Treviso, che introdusse il primo accordo di sponsorizzazione commerciale nel rugby italiano, legando il nome della squadra a quello della ditta meccanica Garbuio.
Per decidere la squadra campione fu necessario ricorrere a uno spareggio in campo neutro, in quanto Rovigo e Parma erano giunte prime a pari merito a quota 28 punti; nell'incontro, tenutosi a Bologna, prevalse la squadra veneta che si laureò campione d'Italia per la terza volta consecutiva e terza assoluta.
A finire in serie B furono i napoletani della Partenope, compagine nata appena un paio di stagioni prima sulle ceneri del defunto Napoli Rugby.

## Squadre partecipanti
- L’Aquila
- Amatori Milano
- Brescia
- Rugby Milano
- Parma

- Partenope (Napoli)
- Petrarca (Padova)
- Rugby Roma
- Rovigo
- Treviso (sponsorizzata Garbuio)

## Risultati
|       | 1ª/10ª giornata        |     |
| ----- | ---------------------- | --- |
| 3-3   | Rovigo - Milano        | 9-5 |
| 0-0   | Treviso - Brescia      | 0-6 |
| 12-17 | Amatori Milano - Parma | 0-3 |
| 12-18 | L'Aquila - Petrarca    | 0-3 |
| 13-0  | Rugby Roma - Partenope | 3-3 |
|       |                        |     |

|      | 4ª/13ª giornata           |      |
| ---- | ------------------------- | ---- |
| 20-6 | Milano - Brescia          | 8-3  |
| 6-5  | L'Aquila - Rugby Roma     | 3-9  |
| 40-3 | Parma - Partenope         | 6-0  |
| 3-3  | Petrarca - Amatori Milano | 8-6  |
| 0-8  | Treviso - Rovigo          | 3-29 |
|      |                           |      |

|      | 7ª/16ª giornata         |      |
| ---- | ----------------------- | ---- |
| 0-8  | Amatori Milano - Rovigo | 3-22 |
| 0-0  | Parma - Rugby Roma      | 0-0  |
| 0-3  | L'Aquila - Milano       | 3-5  |
| 3-0  | Petrarca - Treviso      | 3-5  |
| 18-0 | Brescia - Partenope     | 9-9  |

|      | 2ª/11ª giornata            |      |
| ---- | -------------------------- | ---- |
| 10-9 | L'Aquila - Rovigo          | 0-31 |
| 14-5 | Milano - Treviso           | 0-0  |
| 3-0  | Petrarca - Rugby Roma      | 6-22 |
| 5-3  | Parma - Brescia            | 11-3 |
| 3-3  | Partenope - Amatori Milano | 0-3  |
|      |                            |      |

|      | 5ª/14ª giornata          |     |
| ---- | ------------------------ | --- |
| 11-0 | Rovigo - Rugby Roma      | 3-3 |
| 5-9  | Petrarca - Parma         | 0-3 |
| 3-21 | Partenope - Milano       | 0-6 |
| 3-8  | Amatori Milano - Treviso | 8-0 |
| 0-3  | Brescia - L'Aquila       | 6-6 |
|      |                          |     |

|      | 8ª/17ª giornata           |      |
| ---- | ------------------------- | ---- |
| 9-3  | Amatori Milano - L'Aquila | 3-3  |
| 0-5  | Petrarca - Milano         | 8-10 |
| 0-3  | Partenope - Rovigo        | 0-15 |
| 15-3 | Parma - Treviso           | 12-6 |
| 5-3  | Rugby Roma - Brescia      | 3-0  |

|      | 3ª/11ª giornata         |      |
| ---- | ----------------------- | ---- |
| 13-0 | Rovigo - Parma          | 6-5  |
| 9-3  | Milano - Amatori Milano | 9-3  |
| 0-0  | Brescia - Petrarca      | 6-6  |
| 16-0 | Rugby Roma - Treviso    | 8-0  |
| 8-0  | Partenope - L'Aquila    | 3-15 |
|      |                         |      |

|     | 6ª/15ª giornata             |      |
| --- | --------------------------- | ---- |
| 6-3 | Milano - Parma              | 3-5  |
| 0-6 | Partenope - Petrarca        | 3-6  |
| 8-6 | Rugby Roma - Amatori Milano | 3-12 |
| 6-0 | Treviso - L'Aquila          | 3-3  |
| 0-3 | Rovigo - Brescia            | 3-0  |
|     |                             |      |

|      | 9ª/18ª giornata          |      |
| ---- | ------------------------ | ---- |
| 3-8  | Rovigo - Petrarca        | 3-0  |
| 0-8  | L'Aquila - Parma         | 3-23 |
| 14-0 | Brescia - Amatori Milano | 6-0  |
| 8-3  | Treviso - Partenope      | 3-9  |
| 0-3  | Milano - Rugby Roma      | 0-3  |

### Spareggio per il 1º posto
| Bologna 12 aprile 1953 | Rovigo  | 8 – 6 | Parma | \| Arbitro: \| Monetti \| |
| Arbitro:               | Monetti |       |       |                           |

## Classifica
|               |     | Squadra        | G  | V  | N | P  | PF  | PS  | Pt |
| ------------- | --- | -------------- | -- | -- | - | -- | --- | --- | -- |
|               | 1.  | Rovigo         | 18 | 13 | 2 | 3  | 179 | 43  | 28 |
|               | 2.  | Parma          | 18 | 13 | 2 | 3  | 165 | 66  | 28 |
|               | 3.  | Rugby Milano   | 18 | 12 | 2 | 4  | 127 | 60  | 26 |
|               | 4.  | Rugby Roma     | 18 | 10 | 4 | 4  | 104 | 56  | 24 |
|               | 5.  | Petrarca       | 18 | 8  | 3 | 7  | 86  | 90  | 19 |
|               | 6.  | Brescia        | 18 | 5  | 5 | 8  | 86  | 79  | 15 |
|               | 7.  | Amatori Milano | 18 | 4  | 3 | 11 | 77  | 127 | 11 |
|               | 8.  | L’Aquila       | 18 | 4  | 3 | 11 | 70  | 152 | 11 |
|               | 9.  | Treviso        | 18 | 4  | 3 | 11 | 50  | 140 | 11 |
| Retrocessione | 10. | Partenope      | 18 | 2  | 3 | 13 | 47  | 178 | 7  |

## Verdetti
- Rovigo: campione d'Italia
- Partenope: retrocessa in serie B